# Bloembollenkeuringsdienst
De Stichting Bloembollenkeuringsdienst (BKD) is een in Lisse gevestigd instituut voor de Nederlandse bloembollensector. Het is een zelfstandig bestuursorgaan onder toezicht van het Ministerie van Landbouw, Natuur en Voedselkwaliteit, waaraan enkele wettelijke taken zijn gedelegeerd op het gebied van kwaliteitsbewaking en plantenziektekunde.
De BKD is een van vier keuringsinstituten die werken voor de Plantenziektenkundige Dienst, die in 2012 als National Plant Protection Organisation opging in de Nederlandse Voedsel- en Warenautoriteit. Aan in Nederland geteelde bloembollen die voor binnenlands gebruik zijn bestemd, kan de BKD een kwaliteitskeurmerk verbinden of onthouden. Ook kan de BKD aan kwekers maatregelen opleggen ter voorkoming of beteugeling van plantenziekten.

## Handel
Het belang van de BKD is echter vooral gelegen in haar rol bij handel en export. Bollentelers zijn verplicht alle akkers met bloembollen bij de BKD aan te melden. Daarna voert het instituut minimaal één keer voorafgaand aan het oogsten ter plaatse een visuele inspectie uit. Daarbij wordt op kwaliteit gelet en op de aanwezigheid van quarantaineorganismen, op basis van de eisen in de Landbouwkwaliteitswet van 1971. Aansluitend kan aanvullend (laboratorium)onderzoek worden uitgevoerd. Ook verricht de BKD inspecties van geoogste bloembollen bij handelaren.
Voor de bollensector is keuring door de BKD een verplicht onderdeel voor het hanteren van een plantenpaspoort. Dat document is noodzakelijk bij vervoer binnen de EU, vervoer binnen Nederland daarbij inbegrepen. De BKD ziet toe op de aanwezigheid van een plantenpaspoort en kan dit ook zelf verstrekken. Voor de export naar landen buiten de EU gelden vaak verscherpte eisen, waaraan de BKD de telers en handelaren met keuringen en verslaglegging helpt te voldoen. Markttoegang voor Nederlandse agrarische producten in deze zogenaamde 'derde landen' is van enorm financieel belang, waaraan overheid en diverse instanties meewerken, waaronder de BKD.
Verder heeft de BKD een rol bij naar Nederland geïmporteerde bloembollen, met inspecties en onderzoek op het gebied van kwaliteit en fytosanitaire zaken (plantengezondheid).

## Geschiedenis
Het instituut werd in 1923 opgericht als keuringsdienst van de "Vereniging De Narcis", nadat de export van narcissen naar de VS werd bedreigd door de aanwezigheid van de kleine narcisvlieg. De Amerikaanse autoriteiten hadden gedreigd met een importverbod en in 1926 kwam dat er ook, ondanks de in 1923 ingevoerde veldkeuringen. Het verbod werd uiteindelijk in 1939 weer opgeheven.
In 1979 werd voor de huidige naam gekozen en werd de BKD een stichting en een privaatrechtelijk zelfstandig bestuursorgaan, met een inschrijving in het handelsregister.